# La Cornette (Bouillon)
Ne doit pas être confondu avec La Cornette.
La Cornette est un hameau de la ville belge de Bouillon situé dans la province de Luxembourg en Région wallonne.
Sis sur des hauteurs de la Semois (rive droite) dans l’Ardenne belge, à 9 km du centre-ville de Bouillon, il est traversé par le ruisseau des Aleines et par le ruisseau de Pont le prêtre qui se joint aux Aleines. Il était autrefois rattaché à l'ancienne commune de Bellevaux. Quelques maisons sont sur le territoire de Bertrix et une maison se trouve sur la commune de Paliseul.

## Éléments d’histoire
Au cours de XVIIe siècle, on y découvrit des mines de fer sur la montagne du Honsaure, au sud du moulin de la Cornette. Le minerai était très pauvre ; elles ne produisirent qu’un fer aigre et cassant, faute de castine ou minette inconnue dans le duché. Selon l’opinion commune, ces mines cessèrent d’être exploitées vers l’an 1725.
Au cours de l’été 1944, le village de La Cornette a abrité un camp secret de la Mission Marathon. Cette Mission visait à mettre des aviateurs alliés à l’abri dans des camps, plutôt que de tenter de les évacuer par les filières d’évasion classiques. Abattus en territoires occupés, ils allaient rester dans ces camps jusqu’à la Libération. Six camps ont ainsi été établis en Ardenne, dont un à La Cornette. Il se trouvait dans la forêt, sur les hauteurs du village, au lieu-dit Croc. Plusieurs dizaines d’aviateurs alliés y sont restés jusqu’au 8 septembre 1944, le jour de l’arrivée des troupes américaines. Le camp a été dirigé successivement par Germain Servais et Gaston Matthys. Plusieurs habitants de la région ont contribué à la sécurité et au ravitaillement du camp .

## Patrimoine
Le moulin de la Cornette est un ancien fournil du XVIIe siècle, en bord du ruisseau de Pont le Prêtre, qui est aujourd’hui aménagé en gîte de vacances.
La colline du Saut des sorcières (350 mètres) offre un splendide point de vue sur un des nombreux méandres de la Semois.
La croix des aviateurs est un monument érigé au nord du hameau (sur la N816) à la mémoire de six aviateurs de la Royal Air Force dont l’avion s’écrasa à La Cornette le 14 juillet 1943.